# Gare de Saubusse-les-Bains
Gare de Saubusse-les-Bains vasútállomás Franciaországban, Saubusse településen.

## Vasútvonalak
Az állomást az alábbi vasútvonalak érintik:
- Bordeaux–Irun-vasútvonal

## Kapcsolódó állomások
A vasútállomáshoz az alábbi állomások vannak a legközelebb:
- Gare de Dax
- Gare de Saint-Geours-de-Maremne